# Sürgöny (folyóirat, 1840)
A Sürgöny 1840-ben kiadott „politikai, tudományos és művészeti hírlap” volt. Melléklapja a Literaturai Csarnok volt, vegyes tartalommal. 1840. január 2-ától Pesten, felváltva vasárnap és csütörtökön 4-rét 1 1/2 íves számokban, Munkácsy János szerkesztése alatt indult meg; azonban a két lap pártoláshiány miatt még azon év december 29-vel megszűnt.